# Lentamente (Ana Mena)
Lentamente è un singolo della cantautrice spagnola Ana Mena, pubblicato il 24 marzo 2023 dall'etichetta Sony Music España come primo estratto dal secondo album in studio Bellodrama.

## Descrizione
Il brano, scritto dalla stessa cantante con Alex Andrea Vella, in arte Raige, Federica Abbate, Cheope, Francesco Catitti, in arte Katoo, Bruno Nicolas Fernández, in arte Dabruk, David Augustave Picanes e José Luis de la Peña Mira, è prodotto da Katoo.

## Video musicale
Il video musicale, diretto da Willy Rodríguez, è stato pubblicato in concomitanza all'uscita del brano attraverso il canale YouTube della cantautrice.

## Tracce
Testi di Ana Mena Rojas, Alex Andrea Vella, Federica Abbate, Alfredo Rapetti Mogol, Francesco Catitti, Bruno Nicolas Fernández, David Augustave Picanes e José Luis de la Peña Mira, musiche di Ana Mena Rojas, Alex Andrea Vella, Federica Abbate, Alfredo Rapetti Mogol, Francesco Catitti e José Luis de la Peña Mira.
1. Lentamente – 3:04

## Formazione
Musicisti
- Ana Mena Rojas – voce
- Francesco "Katoo" Catitti – tastiere

Produzione
- Bruno Nicolás Fernández (Dabruk) – registrazione
- Felipe Guevara – missaggio
- Francesco "Katoo" Catitti – produzione, registrazione
- Kevin Peterson – mastering

## Classifiche
| Classifica (2023) | Posizione massima |
| ----------------- | ----------------- |
| Spagna            | 72                |